# Romano Mattè
Romano Mattè (ur. 17 stycznia 1939 w Trydencie) – włoski piłkarz, grający na pozycji obrońcy, trener piłkarski.

## Kariera piłkarska
Podczas swojej kariery piłkarskiej bronił barw klubów Trento i Bolzano.

## Kariera trenerska
W 1964 roku rozpoczął pracę trenerską w Folgore Verona. Potem prowadził wiele włoskich klubów z niższych lig. W 1999 stał na czele narodowej reprezentacji Indonezji. Od 2000 do 2001 trenował reprezentację Mali.

## Sukcesy i odznaczenia

### Sukcesy trenerskie
Livorno
- zdobywca Pucharu Serie C (1x): 1986/87